# Saitis annae
Espèce
Saitis annae est une espèce d'araignées aranéomorphes de la famille des Salticidae.

## Distribution
Cette espèce est endémique de Jamaïque.

## Description
Le mâle holotype mesure 3,5 mm.

## Étymologie
Cette espèce est nommée en l'honneur d'Annie Cockerell, l'épouse de Theodore Dru Alison Cockerell.

## Publication originale
- Cockerell, 1894 : A new attid spider from Jamaica. The Canadian Entomologist, vol. 26, p. 343-344 (texte intégral).